# Henri-Joseph Paixhans
Henri Joseph Paixhans [pɛksɑ̃] (1783-1854) est un député et un général d'artillerie français. Il fut député de la Moselle de 1830 à 1848. Il est connu pour le type de canons qu'il a introduit dans l'armée et pour ses théories sur la guerre navale. 

## Biographie
Fils du négociant Jean Joseph Paixhans et d'Anne Marie Volmerange, Henry Joseph Paixhans naît le 22 janvier 1783, à Metz, dans les Trois-Évêchés. Élève brillant, il est reçu à Polytechnique et choisit la carrière des armes. C'est en tant qu'officier de l'artillerie à pied qu'il prend part aux guerres de l'Empire. Il fait la campagne d'Autriche, participant à la bataille d'Austerlitz en 1805. En 1806, il fait la campagne de Prusse, participant à la Bataille d'Iéna. Il fait ensuite la campagne de Pologne en 1807, avec le 6e d'artillerie à pied, participant aux batailles d'Eylau et de Friedland, ce qui lui vaut d'obtenir la Légion d'honneur le 11 juillet 1807. En 1812, il fait la campagne de Russie, participant à la bataille de la Moskova. L'année suivante, il fait la campagne d'Allemagne, participant aux batailles de Dresde et de Leipzig. Il est fait officier de la Légion d'honneur le 14 février 1815. Après Waterloo, Paixhans est mis en disponibilité.
Henri Joseph Paixhans ne sera réintégré dans l'armée qu'en 1825 avec le grade de lieutenant-colonel. Il est promu colonel en 1830. S'étant présenté aux élections législatives, Paixhans est élu à la chambre des députés le 23 juin 1830. Il est réélu député de la Moselle de 1832 à 1846. Paixhans est fait commandeur de la Légion d'honneur, le 1er février 1839 et il est promu maréchal de camp, équivalent à général de brigade, le 16 novembre 1840. Il est finalement promu lieutenant-général, général de division, le 12 janvier 1845. Promu grand officier de la Légion d'honneur, le 18 janvier 1848, il fait valoir ses droits à la retraite, et quitte définitivement le service actif le 8 juin 1848.
Henri-Joseph Paixhans décéda le 19 août 1854, à Jouy-aux-Arches, en Moselle.

## Son œuvre

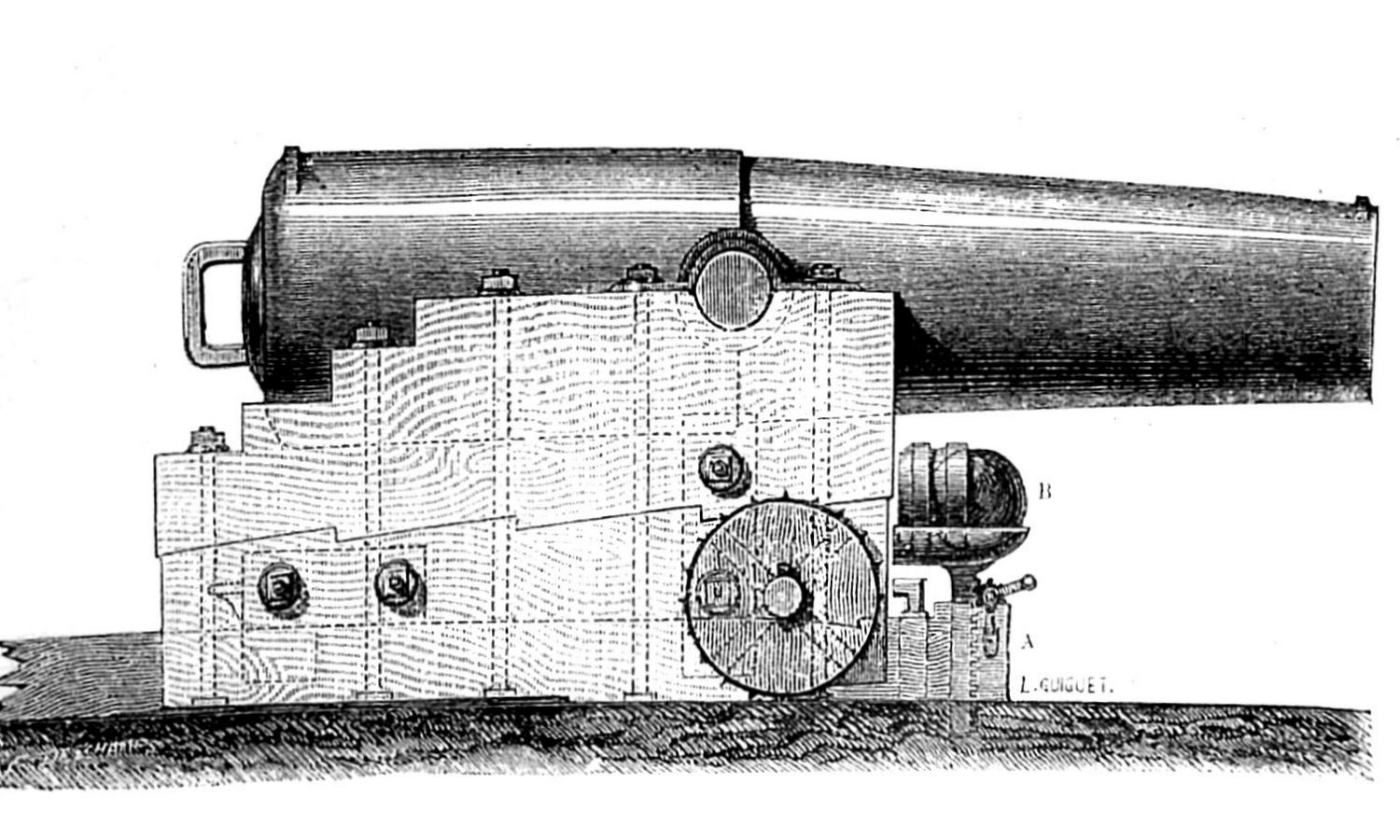
Un canon Paixhans.

En 1823, Paixhans invente le concept des « canons-obusiers », dits « à la Paixhans ». Il s'agit de canons, destinés à remplacer les carronades, tirant des obus explosifs. Jusqu'alors, les seuls projectiles explosifs sont tirés par des mortiers, en tirs courbes. Les canons, à trajectoire tendue, tirent des projectiles pleins. L'idée de Paixhans est de faire tirer des projectiles explosifs en trajectoire tendue.
Son projet est présenté au ministre de la Marine le 11 juillet 1822 et deux prototypes sont aussitôt commandés aux fonderies d'Indret. Deux séries d'essais ont lieu en janvier et septembre-octobre 1824, en utilisant comme cible le vieux vaisseau Le Pacificateur. Ces essais montrent les effets dévastateurs des projectiles explosifs contre les navires à coque en bois.
À partir de 1827, on commence à commander des canons à la Paixhans et, à compter de 1835, ces canons sont embarqués à raison de quatre pour les vaisseaux et deux pour les frégates. La conséquence de l'apparition de ces canons sera l'abandon rapide des navires à coques en bois et l'avènement de la marine à coque en fer, coque qui sera rapidement cuirassée. C'est durant la Guerre des pâtisseries - entre le Mexique et la France - que le nouveau dispositif sera testé en condition de combat pour la première fois. Le Fort de San Juan de Ulúa, protégeant le port de Veracruz, est méthodiquement bombardé par les 16 navires français de l'amiral Charles Baudin, dépêchés par le gouvernement de Louis-Philippe pour exiger des réparations financières auprès du gouvernement mexicain. Trois des quatre frégates, et deux bombardes sont mises en position de tirs le 27 novembre 1838. Le fort est soumis au bombardement à partir de 14 h 30 et se rend après 6 h de combats, avec plus de 220 morts côté Mexicain contre seulement 4 tués et 29 blessés côté Français. Le retentissement de la bataille touche toute l'Europe et même les États-Unis du fait de la présence d'observateurs étrangers.

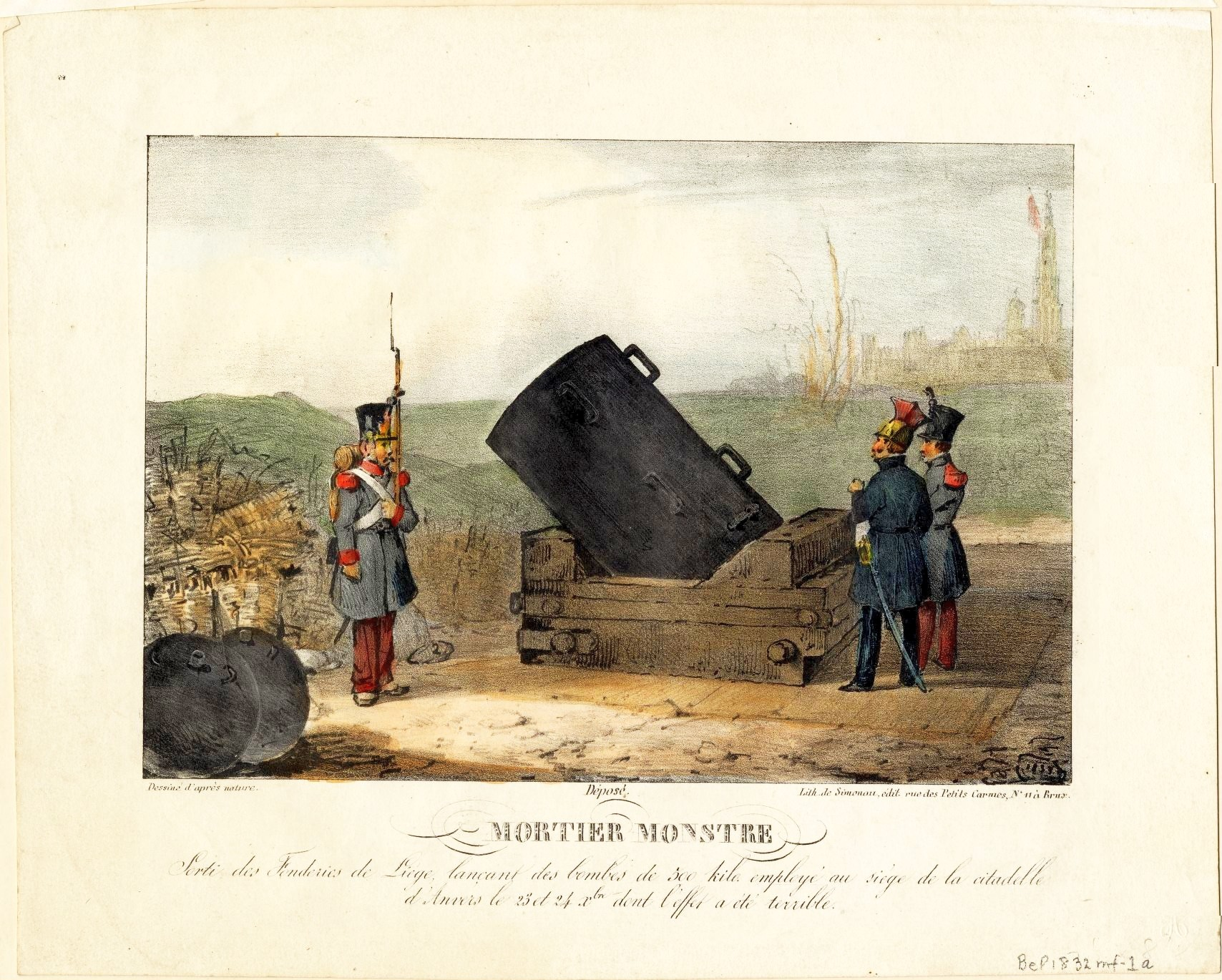
Le mortier monstre, inventé par Henri Joseph Paixhans.

Paixhans est aussi à l'origine du « mortier monstre », engin envoyant des bombes de 500 kg et qui sera utilisé en 1832 au siège d'Anvers. Henri Joseph Paixhans est aussi l'auteur de plusieurs ouvrages théoriques, où il expose ses conceptions et en particulier sur la guerre navale.
- 1821, Nouvelle force maritime ou exposé des moyens d'annuler la force des marines actuelles de haut bord et de donner à des navires très petits assez de puissance pour détruire les plus grands vaisseaux de guerre.

- 1822, Nouvelle force maritime et application de cette force à quelques parties du service de l'armée de terre  ou Essai sur les moyens actuels de l'usage de la force maritime, sur une espèce nouvelle d'artillerie de mer qui détruirait promptement les vaisseaux de haut bord, sur la construction de navires à voile et à vapeur de grandeur modérée qui, armés de cette artillerie, donnerait une marine moins coûteuse et plus puissante que celles existantes et sur la force que le système de bouches à feu proposé offrirait à terre pour les batteries de siège, de place, de côtes et de campagnes.
- 1834, Paris doit-il être fortifié et quels seront les moyens de défense ?
- 1849, Constitution militaire de la France, Étude sur les modifications à apporter au système de nos forces de terre et de mer : tant pour opérer les progrès devenus nécessaire, que pour diminuer les dépenses, sans que la puissance nationale en soit altérée.

Comme l'indiquent les titres de ces ouvrages, l'intérêt qu'il porte aux petites unités navales en fait un précurseur de l'école de pensée navale qui sera nommée plus tard « la Jeune École ».

## Mandats électoraux[3]
- 23/06/1830 - 28/07/1830 : Moselle - Centre gauche
- 27/05/1832 - 25/05/1834 : Moselle - Majorité ministérielle
- 21/06/1834 - 03/10/1837 : Moselle - Majorité ministérielle
- 04/11/1837 - 02/02/1839 : Moselle - Majorité ministérielle
- 02/03/1839 - 12/06/1842 : Moselle - Majorité ministérielle
- 09/07/1842 - 06/07/1846 : Moselle - Majorité ministérielle
- 01/08/1846 - 24/02/1848 : Moselle - Majorité ministérielle

## Titres et distinctions

### Légion d'Honneur
- Chevalier de la Légion d'honneur le 11 juillet 1807[2]
- Officier de la Légion d'honneur le 14 février 1815[2]
- Commandeur de la Légion d'honneur, le 1er février 1839[2]
- Grand officier de la Légion d'honneur, le 18 janvier 1848[2]

### Décorations étrangères[5]
- Officier de l'Ordre de Léopold de Belgique (1833).
- Médaillé de l'Ordre de Cruzeiro du Brésil (janvier 1843).
- Commandeur de l'Ordre du sauveur de Grèce (1845).
- Ordre du chevalier de Suèdes.
- Ordre du Lion Néerlandais.

### Sources et bibliographie
- (en) Cet article est partiellement ou en totalité issu de l’article de Wikipédia en anglais intitulé « Henri-Joseph Paixhans » (voir la liste des auteurs).
- Étienne Taillemite, Henri-Joseph Paixhans et sa nouvelle force maritime, Institut de stratégie comparée, [lire en ligne]
- « Henri-Joseph Paixhans », dans Adolphe Robert et Gaston Cougny, Dictionnaire des parlementaires français, Edgar Bourloton, 1889-1891 [détail de l’édition]